# Josefina Diakité
Josefina Perpétua Peres Domingos Pitra Diakité é uma diplomata e política angolana. Filiada ao Movimento Popular de Libertação de Angola (MPLA), é deputada de Angola pelo Círculo Eleitoral Nacional desde 28 de setembro de 2017.
De junho de 2011 a outubro de 2017, Diakité foi embaixadora de Angola na África do Sul. Anteriormente, de 2001 a 2011, foi embaixadora de Angola nos Estados Unidos.